# Dolny Kocioł

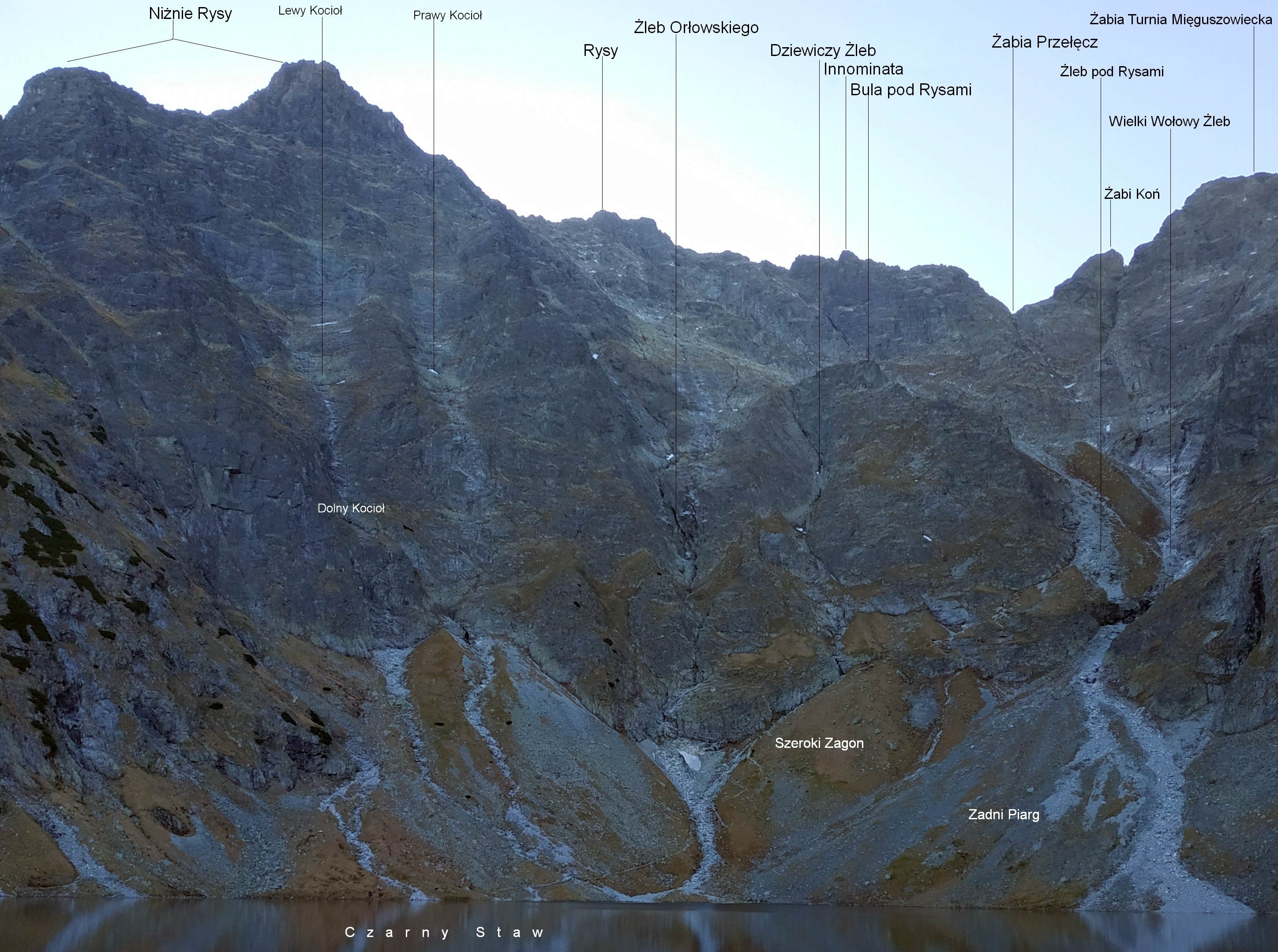

Dolny Kocioł (niem. Linker Kessel, słow. Ľavý kotol, węg. Baloldali-katlan) – kocioł w masywie Niżnich Rysów w Tatrach Polskich. Znajduje się w dolnej części lewej depresji opadającej na zachód spod ściany Spadowej Kopy i północnego wierzchołka Niżnich Rysów. Jest dość duży, częściowo trawiasty, częściowo piarżysty. Jest zawieszony nad piargami Czarnostawiańskiego Kotła, opada do nich urwistą ścianą. Do jego prawej części dochodzi trawiasta rynna, do lewej głęboki komin. Powyżej kotła w ścianie znajduje się wysoki, płytowy próg skalny, a powyżej niego Lewy Kocioł. Mniej więcej na tej samej wysokości co Dolny Kocioł w prawej depresji znajduje się również kocioł.
Autorem nazwy kotła jest Władysław Cywiński.

## Drogi wspinaczkowe
Przez lewą depresję i Dolny Kocioł prowadzi droga wspinaczkowa. Inna droga trawersuje Dolny Kocioł.
1. Lewą depresją i lewą częścią ściany kopuły szczytowej; III, odcinek V+ w skali tatrzańskiej, czas przejścia 5 godz.
2. Zachodnim filarem; V, 3 godz.[2]